# Hemiteles politus
Hemiteles politus är en stekelart som först beskrevs av William Harris Ashmead 1906.  Hemiteles politus ingår i släktet Hemiteles och familjen brokparasitsteklar. Inga underarter finns listade i Catalogue of Life.